# Ribeira de Dentro
Ribeira de Dentro é um curso de água português localizado no concelho de São Roque do Pico, ilha do Pico, arquipélago dos Açores.
Este curso de água encontra-se geograficamente localizado na parte Norte da ilha, dentro das coordenadas geográficas de Latitude 38.5166 Norte e de Longitude -28.3000 Oeste.
A Ribeira de Dentro tem origem a uma cota de cerca de 700 metros de altitude numa zona de forte densidade florestal, nas imediações do Cabeço do Piquinho. A sua bacia hidrográfica procede à drenagem de uma vasta área florestal.
Recebe vários afluentes entre os quais os que procedem à drenagem da elevação da Lomba.
O seu curso de água que desagua no Oceano Atlântico, fá-lo na costa da localidade de São Roque do Pico, próximo ao Ilhéu do Bufo.